# Chacun son tour (film, 1951)
Pour les articles homonymes, voir Chacun son tour.
Pour plus de détails, voir Fiche technique et Distribution.
Chacun son tour est un film français réalisé par André Berthomieu et sorti en 1951.

## Synopsis
Robert ( Robert Lamoureux), fonctionnaire dans un ministère, est passionné par la scène, et est d'ailleurs apprécié en tant qu'artiste, ce qu'il cache à sa femme. Mais celle-ci s'inquiète de ses absences, et croit que son époux la trompe.

## Fiche technique
- Titre : Chacun son tour
- Réalisation : André Berthomieu, assisté de Pierre Granier-Deferre
- Scénario et dialogue : Paul Vandenberghe, André Berthomieu
- Décors : Raymond Nègre
- Costumes : Jacques Costet et Marcelle Desvignes
- Photographie : Fred Langenfeld et Jean Bachelet
- Montage : Henri Taverna
- Son : Jean Rieul
- Musique : Michel Emer, Robert Lamoureux
- Sociétés de production : Ciné Sélection, Les Productions Cinématographiques (L.P.C.)
- Producteur : Pierre Gérin
- Directeur de production : Robert Prévot
- Pays de production :  France
- Format : Noir et blanc - Muet - 1,37:1 - 35 mm - Son mono
- Genre : Film musical, Comédie
- Durée : 103 minutes
- Date de sortie : 
  - France - 16 novembre 1951
- Affiche : Henri Cerutti (France)

## Distribution
- Robert Lamoureux : Robert Montfort
- Marthe Mercadier : Ketty
- Jane Marken : Mme Lepage
- Charles Dechamps : M. Lepage
- Michèle Philippe : Solange Montfort
- Robert Arnoux : Raoul
- Jeanne Fusier-Gir : La baronne
- Paul Faivre : Dubourg
- Arthur Allan : M. Ramirez
- Charles Bouillaud : Pitois
- Roger Dalphin
- Lolita De Silva : Mme Ramirez
- Blanche Denège  : Tante Clémence
- Gaston Garchery
- Jean Hébey : Barbochon
- Jacqueline Joubert	:  La speakerine
- Robert Le Fort : Tirat
- Janine Marsay : La présentatrice
- Marcelle Rexiane : La dame des lavabos
- Robert Rollis : Benoît
- Jacques Vertan
- Roger Vincent : Un acheteur
- Janine Viénot : Mme Barbochon